# لوك روني
لوك روني (بالإنجليزية: Luke Rooney)‏ (28 ديسمبر 1990 في المملكة المتحدة - ) هو لاعب كرة قدم بريطاني في مركز جناح ‏. لعب مع إبسفليت يونايتد وإيستبورن بوروه وسويندون تاون ونادي بيرتن ألبيون ونادي روذرهام يونايتد ونادي غيلينغهام ونادي كرولي تاون ونادي لوتون تاون ونادي ليويس وفينيكس راسينغ وميدستون يونايتد.

## وصلات خارجية
- لوك روني على موقع قاعدة بيانات كرة القدم.إي يو (الإنجليزية)
- لوك روني على موقع Soccerbase.com (لاعب) (الإنجليزية)
- لوك روني على موقع Soccerway.com (الإنجليزية)